# Microsoft Expression Web
 (septembre 2015).
Si vous disposez d'ouvrages ou d'articles de référence ou si vous connaissez des sites web de qualité traitant du thème abordé ici, merci de compléter l'article en donnant les références utiles à sa vérifiabilité et en les liant à la section « Notes et références ».
Chronologie des versions
Microsoft FrontPage
Microsoft Expression Web (nom de code Quartz) est un éditeur HTML de type WYSIWYG, conforme aux standards du web et plus généralement un éditeur de graphismes web édité par Microsoft, qui remplace Microsoft FrontPage. Ce logiciel fait partie de la suite Microsoft Expression Studio.
Expression Web revendique d'être concentré sur les besoins des professionnels du secteur de la conception de site web. Selon le texte de présentation officiel, pour établir des sites web de haute qualité et normalisés pour les entreprises. Expression Web est capable d'intégrer XML, CSS 2.1, ASP.NET 2.0, PHP, XHTML, XSLT et JavaScript dans des sites web. Il nécessite le framework .NET 2.0 pour fonctionner. Expression Web utilise son propre moteur de rendu, qui est différent de celui utilisé auparavant par Microsoft FrontPage, qui lui utilisait le moteur de rendu Trident d'Internet Explorer.
Le 14 mai 2006, Microsoft a sorti la première version publique d'une preview d'Expression Web. Le 5 septembre 2006 est sortie la première version bêta. Les changements importants font que presque tous les vieux bots et fonctions de Microsoft FrontPage ont été retirés. Le 4 décembre 2006, Microsoft a sorti la version définitive, qui peut être trouvée sur la page d'accueil de Expression Web.

## Sorties
- Version 4.0 - le 20 décembre 2012
- Beta 2.0 - le 5 mars 2008

- Version 1.0 - Build 4518 - le 4 décembre 2006

- Beta 1.0 - Build 4407 - le 5 septembre 2006

- Pre-Beta - Build 4017.1004 - le 14 mai 2006. Il s'agit de la première preview

## Patches
- Microsoft Expression Web Service Pack 1